# 判例引註

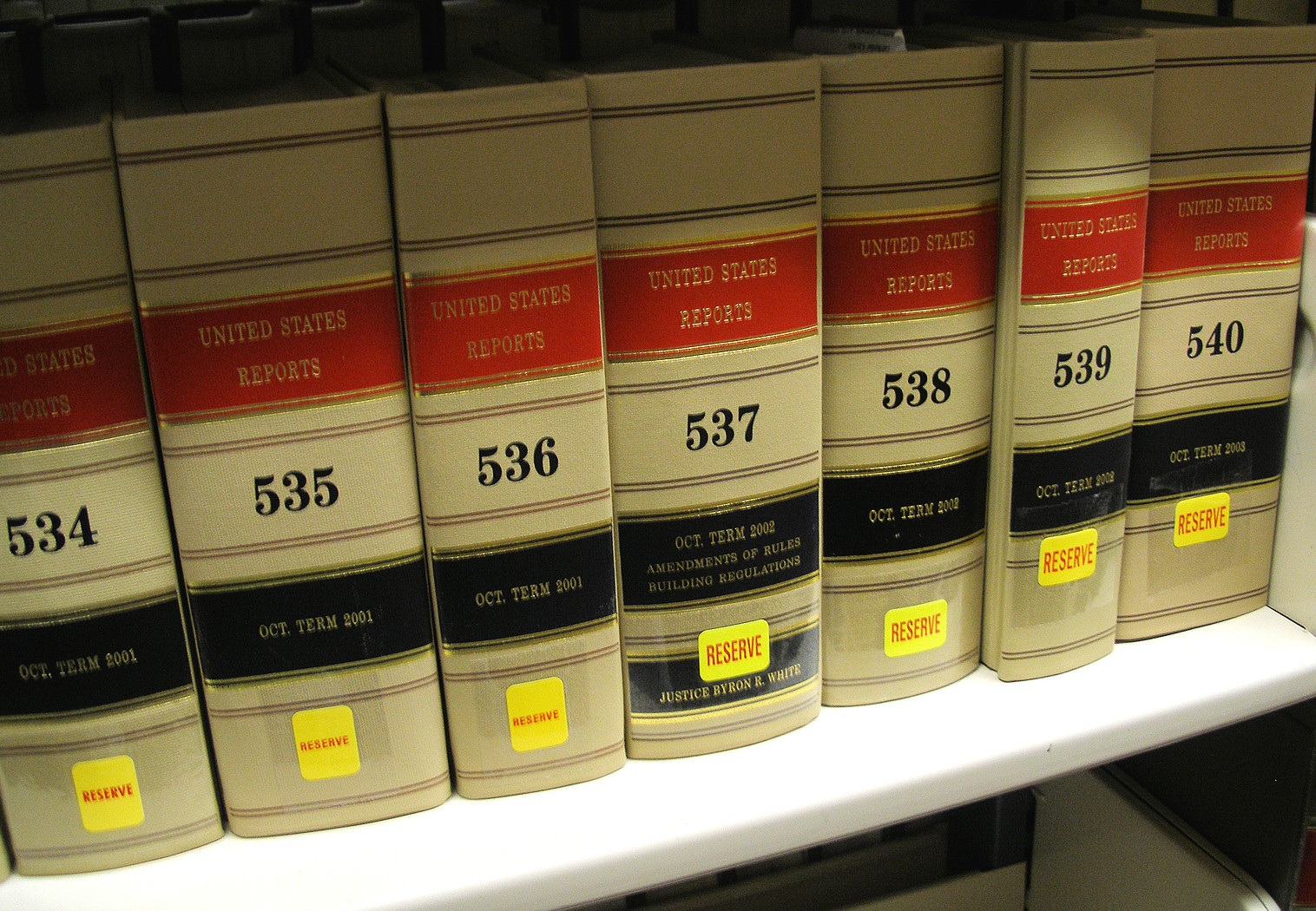
美国最高法院判例报告是美国最高法院的官方判例彙編.

判例引註（case citation；判例引用、判決案號）為法律專業人員所使用的系統，用於識別過去法律判例之判決，可以是一系列稱為判例彙編的書籍，或是中性風格地可以識別無論發生在何地的判決案例彙編。判例引註在不同的司法管轄權中的格式不同，但通常包含相同的關鍵信息。
「法律引註」（legal citation）是對法律前例或判決先例（authority）的引用，例如判例、法規、或論文等，而對於某一特定的立場則是要麼證實要麼相矛盾。如果判例以文件公佈，則引註通常包含以下的內容信息：
- 發布判決的法院
- 判例（案例）標題
- 卷號
- 頁面，章節，或段落編號
- 出版年份

在一些彙編系列中，例如在英格蘭、澳大利亞以及一些在加拿大，卷數不是獨立於年份的編排號：因此需要年份及卷號（通常不超過4）來確定該系列的哪本書具有該判例在其判例彙編內。在這些引註中，通常在這些司法管轄區內將「[年份]」的方括号應用於該年（可能不是判例決定的年份：例如，2001年12月判決的判例可能在2002年的彙編出現）之註記表示。

### 美國各州法律
- State Laws, Code, & Statutes（页面存档备份，存于）
- State Statutes by Topic（页面存档备份，存于）
- State Statutes by Jurisdiction（页面存档备份，存于）

## 外部連結
- American Association of Law Libraries Legal Citation Guide
- Introduction to Basic Legal Citation by Peter Martin（页面存档备份，存于）
- FindLaw for Legal Professionals
- Oxford Standard Citation Of Legal Authorities
- Screencast introduction to OSCOLA
- Cardiff Index to Legal Abbreviations（页面存档备份，存于）
- WorldLII（页面存档备份，存于）
- Australian Guide to Legal Citation official website（页面存档备份，存于）
- Australian Guide to Legal Citation in PDF format
- 判例彙編；判例報道,law report（页面存档备份，存于）